# ديفيد كروفورد (لاعب كرة قدم مواليد 1992)
ديفيد كروفورد (بالإنجليزية: David Crawford)‏ هو لاعب كرة قدم بريطاني في مركز نصف الجناح، ولد في 18 مايو 1992 في بلزهيل ‏ في المملكة المتحدة. لعب مع نادي آير يونايتد ونادي ألبيون روفرز ونادي بريتشين سيتي ونادي هيبرنيان.

## وصلات خارجية
- ديفيد كروفورد (لاعب كرة قدم مواليد 1992) على موقع قاعدة بيانات كرة القدم.إي يو (الإنجليزية)
- ديفيد كروفورد (لاعب كرة قدم مواليد 1992) على موقع Soccerbase.com (لاعب) (الإنجليزية)